# Govern General
Govern General, nom complet Govern General dels territoris polonesos ocupats - Generalgouvernement für die besetzten polnischen Gebiete (alemany) - fou el nom donat per l'Alemanya nazi a l'autoritat que governà els territoris polonesos ocupats després de la invasió de les forces alemanyes (Wehrmacht) el 12 d'octubre de 1939 i que continuaren sota control alemany fins aproximadament el 18 de gener de 1945. El nom també s'utilitza per referir-se al territori administrat i controlat pel Govern General (GG).

## Història
Dos decrets de Hitler (8 i 12 d'octubre de 1939) dividiren l'àrea ocupada de Polònia en les següents unitats administratives:
- El Reichsgau Wartheland (o Reichsgau Posen): incloïa la totalitat del voivodat de Poznań, gran part del voivodat de Łódź, cinc províncies del voivodat de Pomerània i una del de Varsòvia.
- El Reichsgau Danzig-Westpreussen (o Reichsgau Westpreussen): incloïa la resta del voivodat de Pomerània.
- El Districte de Ciechanow: incloïa les cinc províncies septentrionals del voivodat de Varsòvia: Płock, Płońsk, Sierpc, Ciechanow i Mlawa.
- El Districte de Katowice: incloïa les províncies de Sosnowiec, Będzin, Chrzanów, Zawiercie i part dels comtats d'Olkusz i Żywiec.

L'àrea total d'aquests territoris, incorporats a Alemanya, s'estenia per 94.000 kilòmetres quadrats i la seva població era de deu milions de persones. De manera expressa, Hitler establí que la zona rebés el nom de Govern General (en alemany Generalgouvernement) i devia ometre's tota referència a Polònia, estimant que aquesta nació, a ulls de Hitler, ja havia desaparegut i mai no hauria de tornar a ressorgir.
La resta del territori polonès fou el governat pel GG, que tingué la capital a Cracòvia i fou subdividit en quatre districtes: Varsòvia, Lublin, Radom i Cracòvia. El líder nazi Hans Frank fou designat governador general dels territoris ocupats el 26 d'octubre de 1939. Després de l'atac alemany a la Unió Soviètica el juny de 1941, Galítsia de l'est, abans part de la República Socialista Soviètica d'Ucraïna, fou incorporada al Govern General i se'n convertí en el cinquè districte.
Al llarg del 1944 la resistència de l'Armia Krajowa causava aldarulls seriosos als ocupants alemanys, matant oficials nazis i col·laboradors gairebé cada dia, tot i les represàlies atroces de la SS i la Gestapo. Després de la derrota de la Insurrecció de Varsòvia i amb l'avanç dels soviètics sobre Polònia a finals del 1944, el Govern General col·lapsà. Hans Frank abandonà Cracòvia el gener de 1945, i el 18 de gener l'Exèrcit Roig ocupà Varsòvia, entrant a Varsòvia ja el febrer. Davant d'aquests esdeveniments, la gran majoria del poble alemany (Volksdeutsche) va haver de fugir a l'oest, fins i tot molts alemanys del Reich (Reichsdeutsche) arribats recentment per colonitzar terres poloneses hagueren de ser evacuats ràpidament per les autoritats nazis durant les primeres setmanes del 1945, quan el territori polonès es convertí en camp de batalla on l'afeblida Wehrmacht intentava en va aturar les últimes ofensives soviètiques.
Hans Frank fou capturat per tropes estatunidenques el 3 de maig de 1945 i jutjat als Judicis de Nuremberg. Frank lliurà quaranta volums dels seus diaris al tribunal i s'hi trobaren evidències abundants contra ell i contra altres líders del govern nacionalsocialsita. La sentència final de l'1 d'octubre el trobà culpable de crims de guerra, crims contra la humanitat i designà com a càstig la pena de mort per forca. Les autoritats poloneses de postguerra executaren també moltes represàlies contra el poble alemany atrapat a les zones poloneses annexades a Alemanya, mentre les ciutats de Łódź, Poznań i Kielce recuperaren la seva població polonesa.

## Resistència

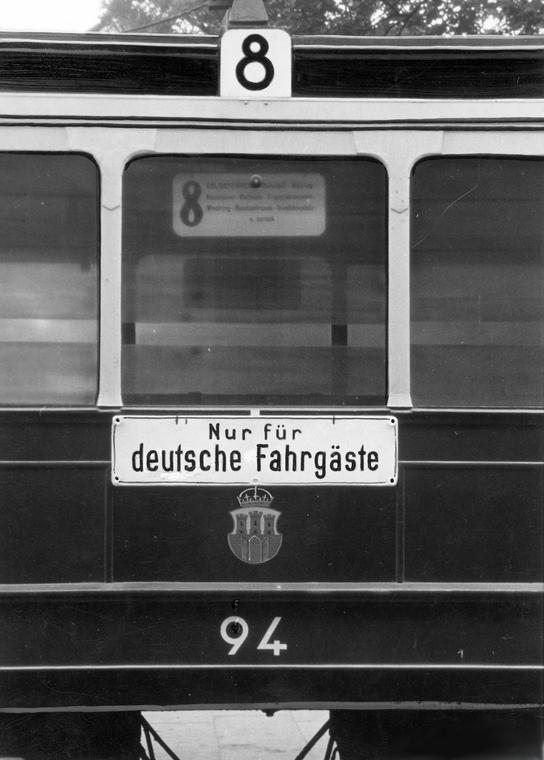
Tramvia a Cracòvia, amb la inscripció Nur für Deutsche (Només per a alemanys).

Les accions contra l'ocupació van començar gairebé des del començament, essent-ne l'expressió màxima l'Exèrcit Nacional (l'Armai Krajowa), que era lleial al govern exiliat a Londres. Els integrants de la resistència eren sobretot ex-membres de l'exèrcit polonès anterior a la guerra, als que s'hi sumaven d'altres voluntaris. Un altre grup armat important era el comunista: l'Exèrcit del Poble (Armia Ludowa), amb el suport de l'URSS i encapçalat pels comunistes del Partit Obrer Unificat Polonès. El 1944 l'Armia Krajowa tenia ja 380.000 combatents, tot i que no tenien gaire armament, mentre que l'Armai Ludowa tenia 57.000 integrants. Durant els cinc anys d'ocupació, al voltant de 150.000 soldats de l'Eix van morir a causa de la resistència local.
La primera fita de la lluita contra els alemanys fou al Gueto de Varsòvia, entre el 19 d'abril i el 16 de maig del 1943, quan els jueus que hi havia es rebel·laren contra la segona deportació massiva cap al camp d'extermini de Treblinka. Aquest fet fou conegut com l'Aixecament del Gueto de Varsòvia. El juliol del 1944, mentre les forces soviètiques s'apropaven a Varsòvia, el govern a l'exili convocà a la insurrecció massiva a la ciutat per alliberar-la dels alemanys i prevenir que els soviètics la prenguessin. L'Armia Krajowa, encapçalada per Tadeusz Bór-Komorowski, llançà l'acció l'1 d'agost influïda tant per la proposta que arribava des de Londres com per les promeses d'ajuda d'Aliats i soviètics.
Tanmateix, Stalin ordenà als generals de l'Exèrcit Roig no participar en la insurrecció, tot i que els seus exèrcits es trobaven només a trenta quilòmetres de la ciutat, i negaren l'accés a les seves bases aèries a britànics i estatunidencs. Desproveïts de l'assistència esperada, els combatents locals es veieren obligats a signar una rendició condicional davant els nazis després de 63 dies de lluita, que deixà Varsòvia semi-destruïda. Els 15.000 soldats restants de l'Armia Krajowa reberen condició de presoners de guerra (abans eren afusellats) i 180.000 civils foren expulsats de la ciutat en qüestió de setmanes.

## Població

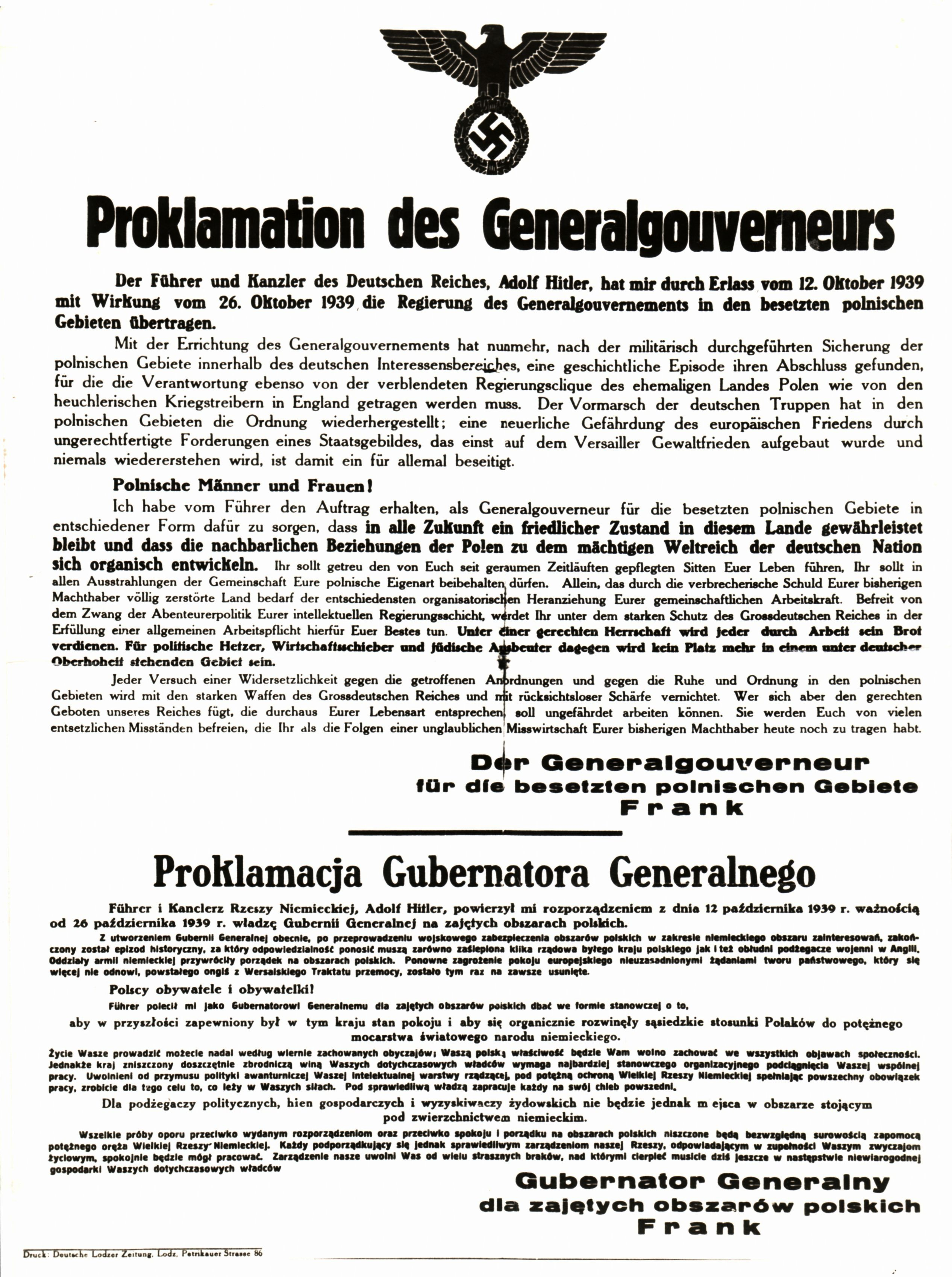
Proclama bilingüe del nou Governador General, poc després de l'establiment del Govern General. La població polonesa estava destinada a ser simple població per sota i al servei dels alemanys.

La població polonesa el 1938 voltava els 34 milions i mig de persones, i després de la invasió alemanya i la corresponent annexió de territoris al Tercer Reich, la població inicial del Govern General voltava els 12 milions. No obstant això, aquesta xifra augmentà després que uns 860.000 polonesos i jueus foren expulsats de l'àrea polonesa annexada per Alemanya i "reubicats" forçosament en el territori del Govern General. En accelerar-se la germanització de grans zones de Polònia, el ritme de deportacions augmentà i aviat el Govern General tingué més població, abastant gairebé tots els polonesos expulsats pels alemanys.
Tanmateix, també hi hagué fets que provocaren la reducció de la població envaïda, entre ells una campanya violenta d'extermini nazi contra la intel·lectualitat polonesa i altres grups que podien ser propensos a cooperar amb la resistència. Una altra causa de la reducció de població fou les malalties i les fams, i el fet que al voltant d'un milió de polonesos foren deportats a treballar forçosament a Alemanya, on molts d'ells moriren.
El 1940 la població fou dividida en diferents grups, als quals corresponien diferents drets, racions alimentàries, possibilitats d'ús del transport públic o d'entrada a restaurants, entre d'altres. Els grups eren set en total i es presenten de menor a major respecte dels seus privilegis:
- Jueus i gitanos: l'esglaó social més baix, subjecte a l'extermini.
- Polonesos: qualificats de "poble inferior" i utilitzats com a mà d'obra forçada.
- Goralenvolk: polonesos d'ancestres alemanys residents a la zona rural de les muntanyes del sud de Polònia, col·laboradors del govern nazi.
- Ucraïnesos: considerats col·laboradors del règim nazi, subjectes a certs drets, però també qualificats de "poble inferior".
- Volksdeutsche (alemanys nascuts a Polònia): pertanyents a la categoria 3 i 4 de la Volkliste (llista del poble auspiciada per Himmler), d'ètnia germana, però sense militància nazi activa.
- Alemanys del Reich (Reichsdeutsche): enviats des d'Alemanya pròpiament per colonitzar les terres poloneses o executar funcions en l'administració civil o militar.

Com a conseqüència de la guerra, les pèssimes condicions de vida, l'extermini dels jueus polonesos i l'assassinat d'intel·lectuals i líders nacionals, sumat a les expulsions dels Volksdeutsche després de la derrota nazi durant la guerra, el 1945 la població de Polònia s'havia reduït fins als 24 milions de persones, l'equivalent al 70% de la població del 1939.

## Genocidi
A la Conferència de Wannsee el 20 de gener de 1942, el secretari d'estat del Govern General, el doctor Josef Bühler, convencé Reinhard Heydrich d'implementar la "solució final" al Govern General. Bühler sostenia que el principal problema del Govern General era el mercat negre engrandit que desestabilitzava el treball de les autoritats. La solució per a aquest problema passava per resoldre la "qüestió jueva" al territori tan ràpidament com fos possible, essent un punt a favor el desenvolupament que els mitjans de transport tenien a la zona. El 1942 els alemanys començaren a través de l'Operació Reinhard, l'extermini sistemàtic de la població jueva, avui conegut com a Holocaust, que acabaria a finals del 1944. En total hi hagué sis camps d'extermini massius al territori del Govern General, on moriren 4 milions de persones entre el 1939 i el 1944, quan finalment les forces soviètiques ocuparen la zona.
La política d'extermini plantejada, i duta a terme, designava que un petit nombre de polonesos no jueus, juntament amb altres eslaus, serien reduïts a la condició de serfs, mentre que la resta de la població seria deportada o exterminada amb la fi que la "raça superior" alemanya ocupés el territori. La concreció d'aquests plans succeí amb el nom de Generalplan Ost mitjançant el qual es designà el 1943 l'àrea de Zamojskie per a l'ocupació. L'expulsió dels habitants de l'àrea succeí, però els colons alemanys eren pocs el 1944. Una altra mesura duta a terme fou l'abolició de l'ensenyament secundari i el tancament de les institucions poloneses.